# Aaron Rodgers
Aaron Rodgers (Chico, (Californië), 2 december 1983) is een American football quarterback bij de New York Jets. Van 2005 tot 2023 speelde hij voor de Green Bay Packers. Rodgers wordt beschouwd als een van de beste quarterbacks aller tijden.
In het seizoen 2010-2011 wisten de Green Bay Packers met Aaron Rodgers de Super Bowl te winnen. In 2011, 2014 en 2020 en 2021 werd hij verkozen tot MVP.
In 2022 tekende Rodgers het bestbetaalde contract ooit tot dan toe van een NFL-speler. Hij tekende
bij voor 4 jaar bij de Packers, waarmee hij 200 miljoen dollar zal verdienen.